# Eustochus atripennis
Eustochus atripennis is een vliesvleugelig insect uit de familie Mymaridae. De wetenschappelijke naam is voor het eerst geldig gepubliceerd in 1832 door Curtis.